# Hister nattereri
Hister nattereri är en skalbaggsart som beskrevs av Schmidt 1889. Hister nattereri ingår i släktet Hister och familjen stumpbaggar. Inga underarter finns listade i Catalogue of Life.